# Natalie Hinds
Natalie Hinds (* 7. Dezember 1993) ist eine Schwimmerin aus den Vereinigten Staaten. Sie gewann bei Olympischen Spielen eine Bronzemedaille. Bei Weltmeisterschaften auf der 50-Meter-Bahn erhielt sie bis Oktober 2023 einmal Gold und einmal Bronze, auf der 25-Meter-Bahn waren es eine Goldmedaille und zwei Silbermedaillen.

## Sportliche Karriere
Natalie Hinds besuchte die Midland High School in Midland, Texas. Von 2012 bis 2016 studierte sie an der University of Florida. Später schwamm sie im Postgraduiertenprogramm der University of Georgia. 2012 und 2016 nahm Hinds ohne Erfolg an den US Olympic Trials teil.
Wegen der COVID-19-Pandemie fanden die Olympischen Spiele in Tokio erst 2021 statt. Bei den US-Olympiaausscheidungen siegte über 100 Meter Freistil Abbey Weitzeil vor Erika Brown und Olivia Smoliga, Natalie Hinds wurde Vierte. In Tokio schwamm die 4-mal-100-Meter-Freistilstaffel mit Olivia Smoliga, Catie DeLoof, Allison Schmitt und Natalie Hinds die fünftschnellste Vorlaufzeit. Im Endlauf waren Erika Brown, Abbey Weitzeil, Natalie Hinds und Simone Manuel zwei Sekunden schneller als die Vorlaufstaffel und wurden Dritte hinter den Australierinnen und den Kanadierinnen. Alle sieben beteiligten Schwimmerinnen erhielten eine Bronzemedaille.
2022 bei den Weltmeisterschaften in Budapest fand zunächst die 4-mal-100-Meter-Freistilstaffel statt. Torri Huske, Erika Brown, Kate Douglass und Claire Curzan belegten im Endlauf den dritten Platz, für den Vorlauf erhielten auch Mallory Comerford und Natalie Hinds eine Medaille. In der 4-mal-100-Meter-Lagenstaffel erreichten Rhyan White, Alexandra Walsh, Natalie Hinds und Erika Brown mit der siebtbesten Vorlaufzeit die Finalqualifikation. Im Endlauf waren Regan Smith, Lilly King, Torri Huske und Claire Curzan über sechs Sekunden schneller als die Vorlaufstaffel und siegten vor den Australierinnen.
Im Dezember 2022 bei den Kurzbahnweltmeisterschaften in Melbourne schwammen im Vorlauf der 4-mal-100-Meter-Freistilstaffel Erika Brown, Erin Gemmell, Natalie Hinds, Torri Huske. Im Finale siegten die Australierinnen vor Torri Huske, Kate Douglass, Claire Curzan und Erika Brown. Über 100 Meter Freistil belegte Hinds den achten Platz. Die 4-mal-50-Meter-Freistilstaffel schwamm im Vorlauf mit Alexandra Walsh, Natalie Hinds, Erin Gemmell und Erika Brown. Im Finale siegten Huske, Curzan, Brown und Douglass mit 0,34 Sekunden Vorsprung vor den Australierinnen. In der 4-mal-50-Meter-Lagenstaffel schwammen im Vorlauf Alexandra Walsh, Annie Lazor, Erika Brown und Natalie Hinds die siebtbeste Zeit. Im Endlauf siegten die Australierinnen, die den Weltrekord um 0,03 Sekunden drückten, mit 0,06 Sekunden Vorsprung vor Claire Curzan, Lilly King, Torri Huske und Kate Douglass, weitere 0,02 Sekunden dahinter wurden die Schwedinnen Dritte. Hinds schwamm auch im Vorlauf der 4-mal-50-Meter-Mixed-Freistilstaffel, im Endlauf wurde die Staffel Vierte.